# 쓰기

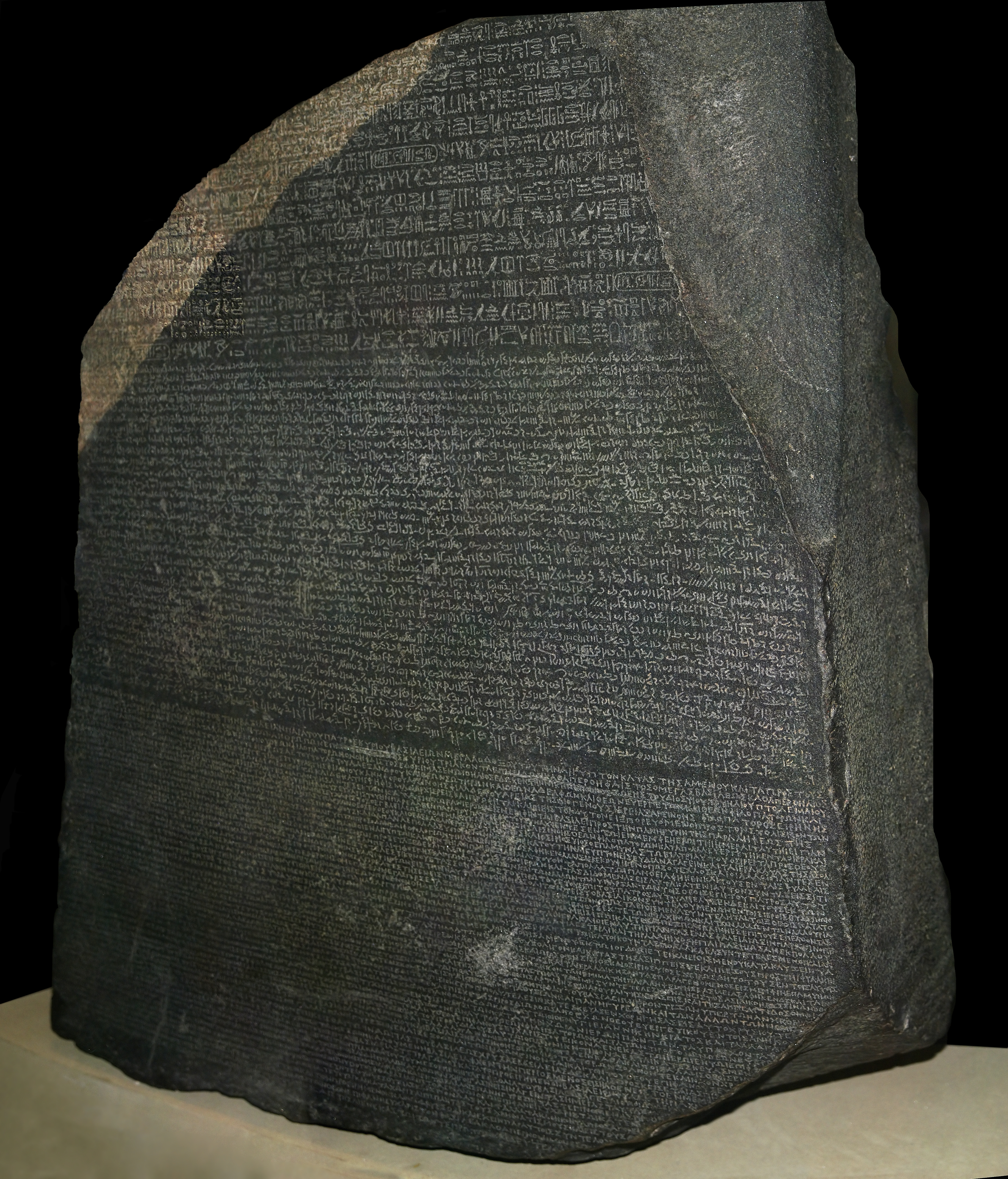
세 가지 다른 문자로 쓰인 로제타석 (기원전 196년). 신성문자 (상단)와 데모틱 (중단)은 이집트어로 동일한 텍스트를 기록하는 반면, 그리스어로 된 상응하는 구절은 그리스 문자를 사용한다 (하단). 이러한 상응 관계는 19세기 초 이집트 신성문자 해독의 핵심이었다.

쓰기는 언어의 영구적인 표현을 생성하는 행위이다. 문자는 특정 문자 세트(스크립트라고 함)와 해당 문자가 특정 구어를 인코딩하는 규칙을 포함한다. 모든 문자 언어는 해당 구어에서 발생한다. 언어 사용은 인간 사회 전체에 보편적이지만, 대부분의 구어는 쓰이지 않는다.
쓰기는 신경심리학 및 신체적 과정을 포함하는 인지적이고 사회적인 활동이다. 이 활동의 결과물은 쓰기(또는 텍스트)라고도 불리며, 물리적으로 새겨진, 기계적으로 전사된, 또는 디지털로 표현된 일련의 기호이다. 읽기는 쓰인 텍스트를 해석하는 상응하는 과정이며, 해석하는 사람을 독자라고 한다.
일반적으로 문자 체계는 그 자체로 언어를 구성하지 않으며, 오히려 언어를 인코딩하여 시간과 공간을 넘어 다른 사람들이 읽을 수 있도록 하는 수단이다. 모든 언어가 문자 체계를 사용하는 것은 아니지만, 사용하는 언어는 공간을 넘어 전송될 수 있는 (예: 서신) 지속적인 형태의 언어를 생성하고 시간에 걸쳐 저장될 수 있는 (예: 도서관) 음성 언어의 능력을 보완하고 확장할 수 있다. 쓰기는 또한 인간이 자신의 생각을 반영하고, 정교화하고, 재고하고, 수정하기 쉬운 형태로 외부화할 수 있도록 함으로써 사람들이 습득하는 지식에도 영향을 미칠 수 있다.

## 도구, 재료 및 쓰기 동기
어떤 쓰기 행위든 사용 가능한 도구, 의도, 문화적 관습, 인지적 루틴, 장르, 암묵적 및 명시적 지식, 그리고 사용되는 시스템의 제약 및 한계 사이의 복잡한 상호작용을 포함한다. 물리적 새김을 만드는 데 사용되는 필기구에는 손가락, 첨필, 붓, 연필, 펜 및 다양한 양식의 석판 인쇄가 포함된다. 새김을 만들 수 있는 서자면에는 석판, 점토판, 간독, 파피루스, 밀랍 서판, 독피지, 양피지, 종이, 동판, 그리고 칠판이 포함된다.
타자기와 디지털 워드 프로세서는 개별 작가가 키보드를 통해 시각적으로 일관된 텍스트를 기계적으로 생성할 수 있도록 한다.
자연어 처리 및 자연어 생성의 발전은 초기 구성 후 인간의 직접적인 개입 없이 특정 형식의 정형화된 글쓰기(예: 일기예보 및 스포츠 보도)를 생성할 수 있는 소프트웨어를 탄생시켰다. 또는 더 일반적으로, 초기 초안 생성, 루브릭을 이용한 피드백 생성, 카피 편집, 번역 보조와 같은 쓰기 과정을 지원하는 데 사용된다.

### 동기 및 목적

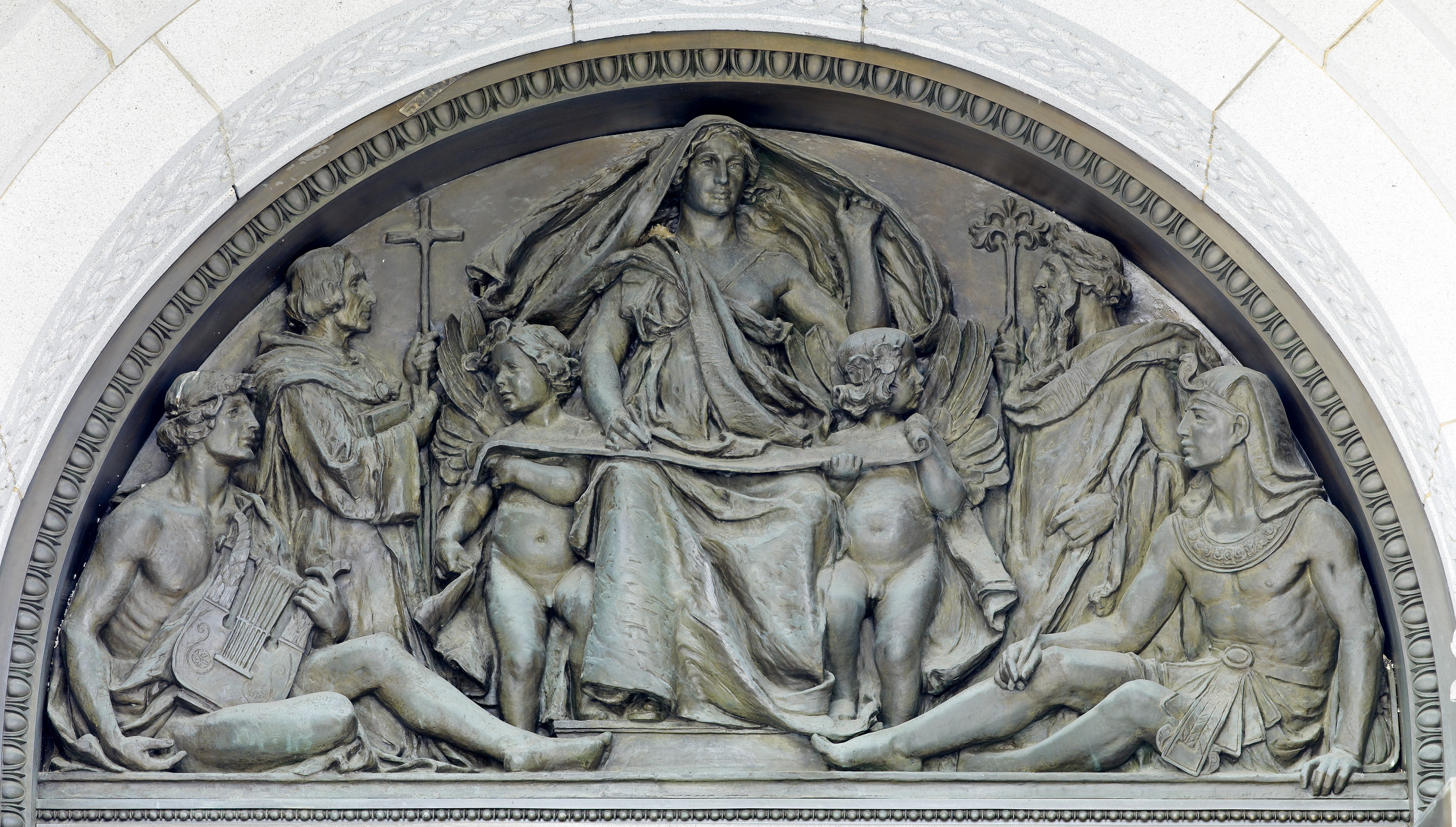
쓰기의 의인화를 특징으로 하는 청동 팀파눔—워싱턴 D.C.의 토머스 제퍼슨 빌딩

역사적으로 쓰기는 경제적, 사회적 복잡성이 증가하는 사회의 요구를 충족시키기 위해 등장했다. 일단 개발되면, 잠재적인 응용 분야에는 생산물 및 기타 재산 추적, 역사 기록, 문화 유지, 교육과정을 통한 지식 성문화뿐만 아니라 기본 지식(예: 의학정전) 또는 예술적 가치(예: 문학 정전)를 포함한다고 여겨지는 텍스트 목록을 포함했다. 행정 보조 도구에는 법전, 인구 조사 기록, 계약, 부동산 양도문서, 조세, 무역협정, 그리고 조약이 포함되었다. 찰스 바저맨이 설명하듯이, "돌, 진흙, 종이, 그리고 이제는 디지털 기억에 기호를 새기는 것은—각각 이전보다 더 휴대하기 쉽고 빠르게 이동하며—점점 더 조직화되고 확장된 행동뿐만 아니라 더 큰 집단의 사람들에게 시간과 공간을 넘어 기억을 위한 수단을 제공했다." 추가 혁신으로는 더 균일하고 예측 가능하며 널리 퍼진 법률 시스템, 성경의 접근 가능한 버전 배포, 그리고 과학적 탐구 및 지식 경영 관행의 발전이 있었으며, 이 모든 것은 휴대하기 쉽고 쉽게 복제 가능한 형태로 새겨진 언어에 크게 의존했다. 문자의 역사는 쓰기의 사용과 쓰기를 발생시키고 유통시키는 활동 시스템의 정교화와 함께한다.
쓰기의 개별적인 동기는 자신의 기억의 한계를 넘어 작동할 수 있는 능력(예: 할 일 목록, 요리법, 알림, 로그북, 지도, 복잡한 작업 또는 의식에 대한 지침), 아이디어의 확산 및 조정(예: 수필, 모노그래프, 브로드사이드, 계획, 청원, 매니페스토), 창의성 및 스토리텔링, 친족 및 기타 사회적 네트워크 유지, 상품 및 서비스와 관련된 비즈니스 서신, 그리고 생활 글쓰기(예: 일기 또는 저널)를 포함한다.
전자우편과 소셜 미디어와 같은 디지털 커뮤니케이션 시스템의 전 세계적 확산은 쓰기를 일상생활에서 점점 더 중요한 특징으로 만들었으며, 이러한 시스템은 종이, 연필, 화이트보드, 프린터, 복사기 등 구식 기술과 혼합되어 사용된다. 선진국의 대부분의 직장에서는 상당한 양의 일상적인 쓰기가 특징이다. 많은 직업(예: 법률, 회계, 소프트웨어 설계, 인적자원)에서 서면 문서는 주요 성과물일 뿐만 아니라 작업 방식 자체이다. 쓰기와 일반적으로 관련되지 않는 직업에서도, 일상적인 기록 관리는 대부분의 직원이 적어도 일부 시간을 글쓰기로 보낸다.

## 현대적 용도
문학 작가, 언론인, 기술 작가와 같은 일부 직업은 일반적으로 쓰기와 관련이 있지만, 쓰기는 대부분의 현대적인 작업 형태, 시민 참여, 가계 관리 및 여가 활동에 널리 퍼져 있다.

### 비즈니스 및 금융
쓰기는 일상적인 상업 활동에 스며들어 있다. 예를 들어, 오후 동안 도매업자는 제품 라인의 가용성에 대한 서면 문의를 받고, 작업 지시 및 구매 계약을 통해 공급업체 및 제조업체와 소통하고, 운송 회사와 운송 가용성을 확인하기 위해 전자우편을 통해 서신을 주고받으며, 송장을 작성하고, 서명 형태의 수령 증명을 요청할 수 있다. 더 큰 규모에서, 현대의 금융, 은행 및 비즈니스 시스템은 서면 문서에 의존한다—규정, 정책 및 절차; 의사결정 및 운영에 대한 보고서 및 기타 모니터링 문서 작성, 평가 및 책임 제공; 기록 작성 및 유지; 부서 간 업무 조정을 위한 내부 서면 통신; 다른 부서 및 고객에게 제시되는 작업 결과물을 구성하는 서면 통신; 그리고 고객 및 대중과의 외부 통신. 비즈니스 및 금융 기관 또한 계약, 정부 기관에 대한 보고서, 세금 기록, 회계 보고서와 같은 많은 서면 법률 문서에 의존한다. 고객이나 다른 기관을 위해 자산을 보유, 전송, 거래, 보험 또는 규제하는 금융 기관 및 시장은 역할의 무결성을 유지하기 위해 (이제는 종종 디지털 형태로) 서면 기록에 특히 의존한다.

### 거버넌스 및 법률
많은 현대 정부 시스템은 국가 및 때로는 주 또는 기타 조직 수준에서 서면 헌법을 통해 조직되고 성문화된다. 서면 규칙 및 절차는 일반적으로 다양한 정부 부처, 부서 및 기타 기관의 운영을 안내하며, 이들은 정기적으로 보고서 및 기타 문서를 작업 결과물로 생산하고 행동에 대한 책임을 진다. 법률을 초안하고 통과시키는 입법부 외에도, 이러한 법률은 행정부에 의해 관리되며, 행정부는 법률 및 그 실행 방법을 명시하는 추가 서면 규정을 제시할 수 있다. 다양한 수준의 정부는 일반적으로 신원, 출생, 사망, 결혼, 이혼과 같은 생활 사건, 통제된 활동에 대한 면허 부여, 형사 고발, 교통 위반 및 기타 크고 작은 벌금, 그리고 세금 책임 및 납부에 관한 시민에 대한 서면 기록을 유지한다.

### 과학 및 학술
학문 분야에서 수행된 연구는 일반적으로 저널 기사 또는 책 분량의 모노그래프로 출판된다. 연구 과정에서 수집된 주장, 실험, 관찰 데이터 및 기타 증거는 글로 표현되며, 이후 작업의 기초가 된다. 데이터 수집 및 사본 초안 작성은 보조금 지원을 받을 수 있으며, 이는 일반적으로 해당 작업의 가치와 자금 필요성을 입증하는 제안서를 요구한다. 데이터 및 절차는 또한 일반적으로 연구노트 또는 기타 예비 파일에 수집된다. 잠재적인 출판물 프린트는 동료 피드백을 얻고 작업에 대한 관심을 유도하기 위해 학술 또는 전문 회의 또는 공개적으로 접근 가능한 웹 서버에서 발표될 수도 있다. 공식 출판 전에 이러한 문서는 일반적으로 적절한 전문가의 피어 리뷰를 통해 읽고 평가되며, 이들은 해당 작업이 출판될 만큼 충분한 가치와 품질을 갖추고 있는지 결정한다.
출판은 작업의 주장이나 발견이 권위적으로 사실임을 입증하는 것이 아니라, 다른 전문가의 주목을 받을 가치가 있음을 입증하는 것이다. 작업이 리뷰 기사, 핸드북, 교과서 또는 기타 집합체에 나타나고, 다른 사람들이 자신의 연구를 발전시키기 위해 인용할 때, 조건부로 신뢰할 수 있는 지식으로 성문화된다.

### 저널리즘
뉴스 및 뉴스 보도는 시민 참여와 지역 사회의 상태에 대해 사람들이 관심을 가질 수 있는 많은 활동 영역(정부 및 공무원의 행동 및 청렴성, 경제 동향, 자연재해 및 대응, 분쟁을 포함한 국제 지정학적 사건, 스포츠, 엔터테인먼트, 서적 및 기타 여가 활동 포함)에 대한 지식의 중심이다. 18세기부터 20세기까지 뉴스 및 신문이 급속도로 성장했지만, 변화하는 경제 및 뉴스 생산 및 배포 능력은 저널리즘과 그에 따른 시민 지식 및 참여의 조직에 급진적이고 급격한 도전을 가져왔다. 이러한 변화는 또한 지난 세기 동안 발전해 온 언론 윤리에 대한 도전도 야기했다.

### 교육 및 교육 기관
정규 교육은 쓰기 학습과 가장 밀접하게 관련된 사회적 맥락이며, 학생들은 학교를 떠난 후에도 이러한 특정 연관성을 오랫동안 유지할 수 있다. 학생들이 읽는 쓰기(교과서, 지정된 서적, 기타 교육 자료뿐만 아니라 스스로 선택한 서적 형태)와 함께 학생들은 모든 수준의 학교에서 시험, 에세이, 필기, 숙제, 그리고 형성 및 총괄 평가에서 많은 글쓰기를 한다. 이 중 일부는 명시적으로 쓰기 학습을 지향하지만, 많은 부분은 과목 학습에 더 중점을 둔다.

## 문자
문자는 일반적으로 그 기호가 나타내는 언어 단위를 기준으로 크게 분류될 수 있다.
- 표음 문자(Phonographies)는 음성의 소리를 나타낸다—음소문자와 음절문자는 각각 음소와 음절에 대한 기호를 사용한다.
- 표어문자는 언어의 의미 단위(낱말 또는 형태소)를 나타내지만, 여전히 독자들은 해당 구어에서 주어진 발음과 연관시킨다.

### 표어문자

메소포타미아 쐐기 문자, 이집트 신성문자, 한자에서 픽토그램에서 추상적인 문자 모양으로의 비교 진화

표어문자는 표어문자를 사용하여 기록된다—각각의 낱말이나 형태소를 나타내는 서면 문자. 많은 표어문자는 내부 구조를 가지며, 구성 요소는 형태소의 음성적 및 표의적 측면을 모두 나타낼 수 있다 (예: 한자 부수, 신성문자 한정사).
현재 사용되는 주요 표어문자 체계는 주로 중국어와 일본어를 표기하는 데 사용되며, 역사적으로는 중국의 문화의 영향을 받은 지역(예: 한국어 및 베트남어)의 다른 언어에도 사용된 한자이다. 다른 표어문자 체계에는 쐐기 문자와 마야 문자가 포함된다.

### 음절문자
음절문자는 음절을 나타내는 일련의 서면 기호이다. 일반적으로 자음 뒤에 모음이 오거나 모음만 온다. 일부 문자에서는 더 복잡한 음절(예: 자음-모음-자음 또는 자음-자음-모음)에 전용 그림 문자가 있을 수 있다. 음성적으로 유사한 음절은 유사하게 쓰이지 않는다.
음절문자는 일본어와 같이 비교적 간단한 음절 구조를 가진 언어에 가장 적합하다. 다른 음절 문자에는 선형문자 B와 체로키 문자가 있다.

### 음소문자
음소문자는 자음과 모음을 나타내는 일련의 서면 기호이다.

#### 아브자드
일반적으로 자음만 문자로 가지고 있는 음소문자를 아브자드 또는 자음문자라고 부른다. 아브자드는 선택적이지만, 각 자음 뒤에 오는 모음을 지정하기 위해 분음 부호를 사용할 수도 있다. 가장 초기의 음소문자는 이집트 신성문자에서 유래한 특정 자음을 나타내는 기호의 영향을 받은 아브자드였다. 대부분의 아브자드는 마찬가지로 중동이 원산지이며, 이 지역에서 사용되는 셈어파의 형태론에서 모음의 변동이 비교적 제한적임을 반영한다.

#### 아부기다
인도와 동남아시아의 대부분의 음소문자에서는 모음이 발음 구별 부호 또는 자음의 형태 변경을 통해 표시된다. 이들을 아부기다 또는 알파음절문자라고 부른다. 아부기다라는 용어는 에티오피아와 에리트레아의 여러 언어를 표기하는 데 사용되는 또 다른 저명한 아부기다인 그으즈 문자의 첫 글자 이름에서 파생되었다.

## 역사와 기원
쓰기는 초기 청동기 시대에 남부 메소포타미아에 위치한 수메르 도시 국가의 증가하는 경제적 필요를 충족시키기 위해 처음 등장했다. 이 시기 동안 무역과 행정의 복잡성은 기억의 한계를 넘어섰고, 수메르 쐐기 문자는 거래를 기록하고, 재정 장부를 유지하며, 역사 기록을 보관하는 등의 유사한 활동을 위한 신뢰할 수 있는 수단으로 사용되었다.
수메르어를 표기하는 데 사용된 쐐기 문자는 이집트 신성문자가 비교적 빠르게 뒤따랐는데, 둘 다 기원전 3400년에서 3100년 사이에 원시 문자 체계에서 나타났으며, 가장 초기의 일관된 텍스트는  기원전 2600년c.으로 거슬러 올라간다. 인도 아대륙의 인더스 계곡 문명이 생산한 다양한 유형의 유물에서 발견된 인더스 문자( 기원전 2600년 – c. 2000년c.은 아직 해독되지 않았으며, 진정한 문자 역할을 했는지 여부는 합의되지 않았다. 그 기원이 시각적으로 명확하지는 않지만, 메소포타미아 문화 확산이 인더스 문명에 문자의 개념을 도입했을 가능성은 명확하다.

### 메소포타미아

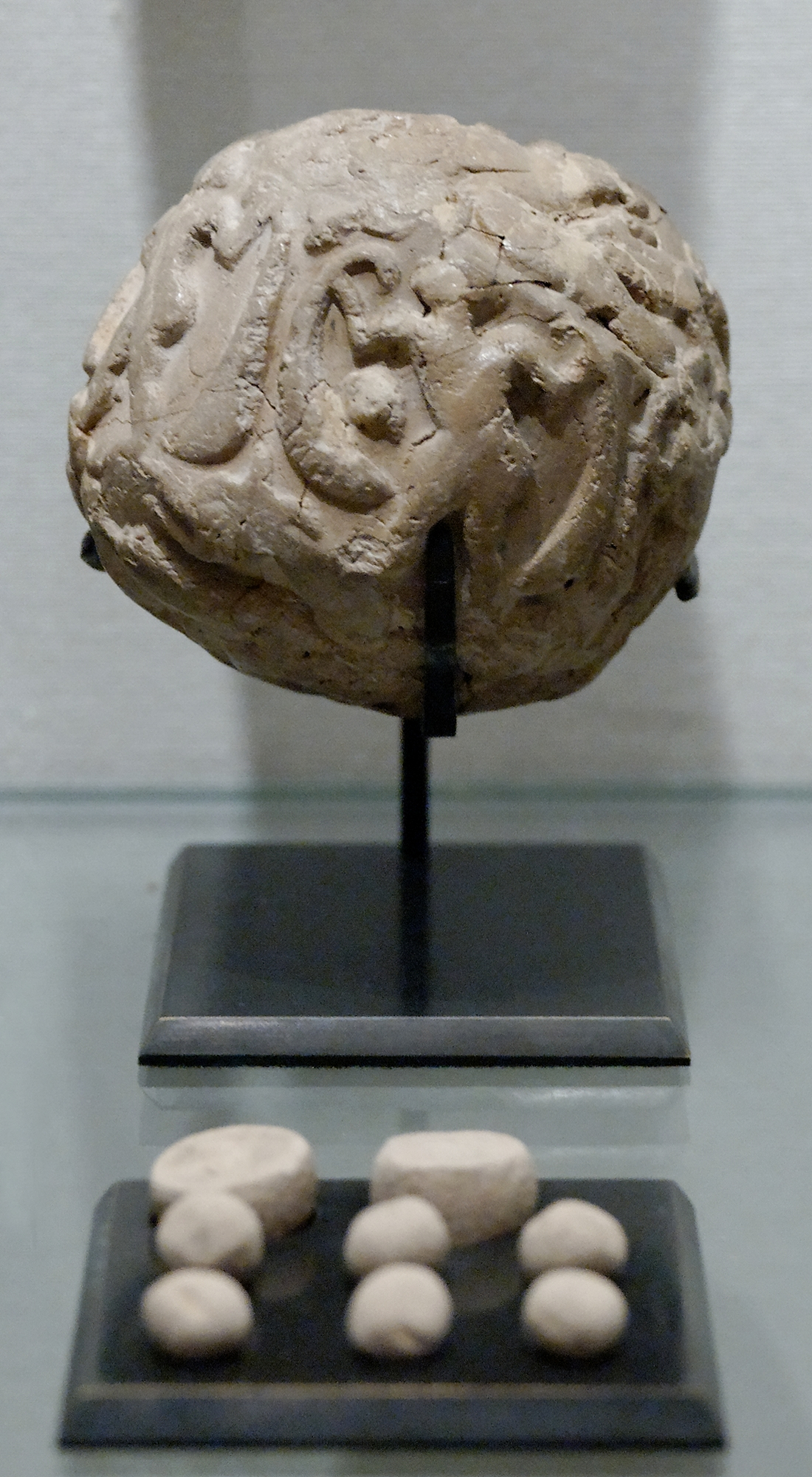
수사에서 출토된 우루크 시대 회계 토큰 덩어리가 들어 있는 구형 봉투—루브르 박물관

1970년대에 고고학자 드니즈 슈만트-베서랏은 쐐기 문자와 이전에 분류되지 않았던 점토 "토큰"(가장 오래된 것은 이란 자그로스 지역에서 발견됨) 사이에 연관성을 설정하는 이론을 제시했다. 기원전 8000년경, 메소포타미아인들은 농업 및 제조 상품을 계산하기 위해 점토 토큰을 사용하기 시작했다. 나중에 그들은 이 토큰들을 크고 속이 빈 점토 용기(불라, 또는 구형 봉투) 안에 넣고 봉인했다. 각 용기 안의 토큰 개수는 용기 표면에 토큰 하나당 그림 하나를 찍는 방식으로 표현되었다. 그 다음에는 토큰을 사용하지 않고, 점토 표면에 토큰에 대한 기호만 그리는 방식에 의존했다. 같은 물건의 각 개체에 대해 그림을 그리는 것을 피하기 위해(예: 모자 100개를 나타내기 위해 모자 그림 100개), 다양한 작은 표시를 사용하여 물건을 세었다.
쐐기 문자(라틴어 cunius, 직역: '쐐기')는 기원전  3200년c.경 이러한 회계 기술의 맥락에서 나타났다. 기원전 4천년 말경, 메소포타미아인들은 부드러운 점토에 삼각형 모양의 첨필을 눌러 숫자를 기록했다. 이 시스템은 상형 문자를 통해 무엇이 계산되는지 나타내기 위해 날카로운 첨필을 사용하는 방식으로 점차 보강되었다. 둥글고 날카로운 첨필은 점차 쐐기 모양의 첨필로 대체되었으며, 처음에는 표어문자만 기록했다—기원전 29세기에는 수메르어의 음절을 나타내기 위해 음성 요소가 도입되어 일반적인 목적의 문자 체계가 되었다.
기원전 26세기부터 쐐기 문자는 남부 메소포타미아에 퍼져 있던 동셈어군 아카드어 (아시리아 및 바빌로니아)를 표기하는 데 적용되었고—그 다음에는 엘람어, 하티어, 후르리어 및 히타이트어와 같은 다른 언어에도 적용되었다. 이 문자 체계와 유사한 형태를 가진 문자에는 우가리트어 및 고대 페르시아어가 포함된다. 신아시리아 제국(기원전 911–609년)의 공용어가 아람어로 채택되면서, 고대 아람어도 메소포타미아 쐐기 문자에 적용되었다. 지금까지 발견된 가장 최신 아카드어 쐐기 문자 텍스트는 기원후 1세기의 것이다.

### 이집트

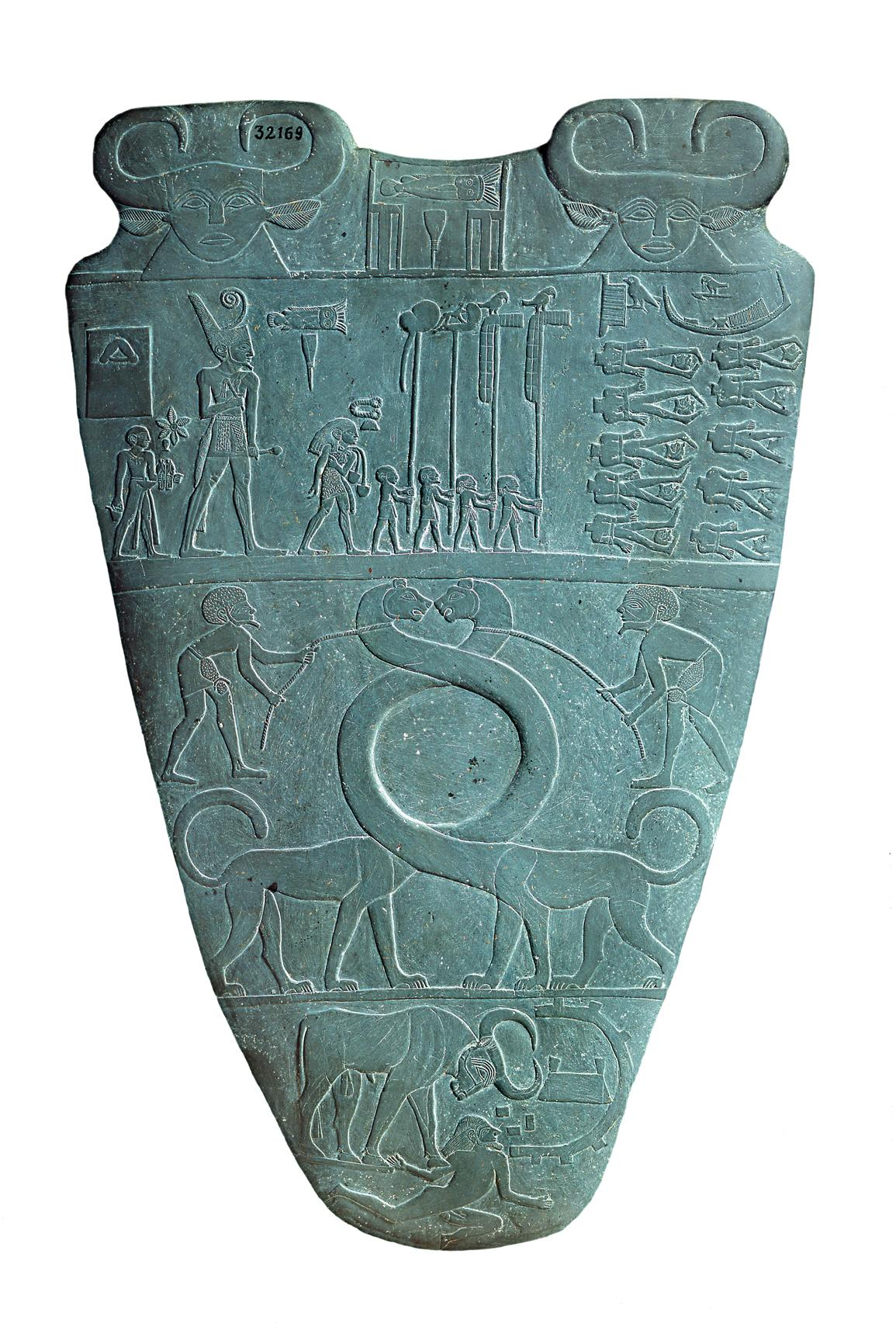
나르메르 팔레트. 두 괴물 같은 세르포파르드가 상 이집트와 하 이집트의 통일을 상징한다.

가장 초기에 알려진 이집트 신성문자 (그리스어에서 유래, 직역: '신성한 글쓰기')는 이집트 선왕조 시대의 통치자 "전갈 1세"의 점토 라벨이며,  기원전 33세기c.로 거슬러 올라가고 아비도스 (현대 움 엘카압)에서 발견되었다—또는 나르메르 팔레트,  기원전 3100년c.으로 거슬러 올라간다. 신성문자 스크립트는 표어문자였으며, 효과적인 음소문자를 포함하는 음성적 부가 요소가 있었다. 가장 오래 해독된 문장은 세트-페리브센의 아비도스 무덤에서 발견된 인장 자국에서 증명되었으며, 제2왕조(기원전 28세기 또는 27세기)로 거슬러 올라간다. 고왕국, 중왕국, 신왕국 시대(기원전 2686–1077년) 동안 약 800개의 신성문자가 사용되었으며, 그리스-로마 시대(기원전 30년—기원후 642년)에는 5,000개 이상의 개별 그림 문자가 증명되었다.
쓰기는 이집트 제국을 유지하는 데 중요했으며, 어려운 신성문자 체계의 읽고 쓰는 능력은 사원, 파라오, 군사 당국에 봉사하는 교육받은 필경사 엘리트들 사이에 집중되었다.

### 메소아메리카
메소아메리카의 여러 콜럼버스 이전 문자 중에서 가장 잘 발달되었고 해독된 유일한 문자는 마야 문자이다. 마야 문자로 식별된 가장 초기의 명문은 기원전 3세기로 거슬러 올라간다. 마야 문자는 약 800개의 다른 기호를 사용했다—주로 표어문자였으며, 접사, 표어문자의 다른 읽기 간 구별, 또는 특정 표어문자의 완전한 대체에 사용되는 음절문자 세트로 보완되었다.

### 중국
중국에서 가장 초기에 현존하는 쓰기 예시는—대부분 점복에 사용된 거북이 배갑과 소 어깨뼈에 새겨진 갑골 문자—상나라 후기인  기원전 1200년c.으로 거슬러 올라간다. 같은 시기의 소수의 금문도 현존한다.

### 엘람 문자
기원전 3200년 – c. 2900년c.경 사용된 원시 엘람 문자는 현대 이란 전역의 여러 유적지에서 발견된 점토판에 새겨져 있으며, 대부분은 티그리스강 동쪽에 위치한 고대 도시 수사에서 발굴되었다. 이 문자는 부분적으로 표어문자였으며, 초기 쐐기 문자에서 발전했다고 여겨지고, 1,000개 이상의 기호를 사용했다—비록 그 비문들은 "문자 논의에서 매우 불분명한 문해 시대를 나타내므로 매우 문제가 있었고 앞으로도 그럴 것이다."
 기원전 2500년c.부터  331년c.까지 사용된 엘람 쐐기 문자는 아카드어를 표기하는 데 사용된 쐐기 문자에서 채택되었다. 이 기간 동안 어느 시점에서든 엘람 쐐기 문자는 약 130개의 기호를 사용했으며—전체 수명 동안 총 206개가 사용되었는데, 이는 대부분의 다른 쐐기 문자보다 훨씬 적다.

### 에게해 문자 체계
철기 시대에 그리스 문자가 발명되기 전, 크레타 히에로글리프는 기원전 2천년 초중반 크레타의 유물에서 발견된다. 미케네 그리스의 문자 체계인 선형문자 B는 크레타의 크노소스와 그리스 본토에서  기원전 1450년–1200년c.에 사용되었다. 아직 해독되지 않은 선형문자 A는 에게해 제도와 본토에서  기원전 1800년–1450년c.에 사용되었다.

### 음소문자의 발전
음소문자는 인류 역사상 한 번만 발명된 것으로 알려져 있는데, 기원전  1800년c.경 시나이반도의 가나안 투르쿠아즈 광부 공동체에 의해 서셈어군을 표기하기 위해 발명되었다. 이는 "레반트 출신 셈어를 사용하는 사람들과 이집트 공동체 간의 문화 교류 맥락"에서 이루어졌다. 이 가장 초기의 형태는 원시 시나이 문자로 알려져 있으며, 이집트 신성문자에서 개념과 적어도 일부 서면 글자 형태를 채택했다. 기존 이집트 글자를 채택하는 대신 서셈어군의 음가를 그대로 사용했다. 그 기원의 정확한 연대와 많은 글자 형태의 그래픽적 기원(만약 있다면)은 여전히 불분명하며, 이 문자는 해독되지 않은 상태로 남아 있다. 세라비트 엘-카뎀으로 알려진 이집트 산악 광산 유적지에서 약 30개의 조잡한 명문이 발견되었는데, 이는 전체 단어나 개념이 아닌 단일 자음 소리를 나타내는 기호로 되어 있었다—이것이 음소문자 시스템의 기초가 되었다. 음소문자의 사용이 널리 퍼진 것은 기원전 12세기에서 9세기 사이였다.
페니키아 문자 ( 기원전 1050년c.)는 원시 시나이 문자의 직계 후손이다. 원시 시나이 문자와 페니키아 문자는 자음 소리만 나타내는 글자를 가진 아브자드였다. 페니키아 문자는 궁극적으로 그리스 문자 ( 기원전 800년c.)로 채택되었는데, 이는 모음 소리를 나타낸 최초의 문자였으며, 사용되지 않는 페니키아 자음 기호를 재활용하여 이를 수행했다. 초기 그리스 문자의 변형인 쿠메 문자는 에트루리아 문자와 그 후손(예: 라틴 음소문자)으로 이어졌다. 그리스 문자의 다른 후손으로는 불가리아어와 러시아어와 같은 언어를 표기하는 데 사용되는 키릴 문자가 있다. 페니키아 문자는 또한 아람어 문자로 채택되었는데, 여기에서 서아시아의 스퀘어 히브리어, 아랍계 문자, 그리고 남아시아의 브라흐미 문자가 파생되었다.

### 종교 문서
문자의 역사에서 종교 문서 또는 글쓰기는 특별한 역할을 해왔다. 예를 들어, 일부 종교 문서 모음은 가장 초기에 대중적인 텍스트였거나, 심지어 일부 언어에서 유일한 서면 텍스트였으며, 어떤 경우에는 여전히 전 세계적으로 매우 인기가 많다.

## 같이 보기
- 작가
- 필기구
- 읽기
- 오타
- 문자 체계
- 언어
- 파일 쓰기
- 비망록
- 수필